# قلعه شلدون
بقایای قلعه شلدون مربوط به دوران‌های تاریخی پس از اسلام است و در شهرستان مهر، بخش گله دار، روستای شلدون واقع شده و این اثر در تاریخ ۲۴ تیر ۱۳۸۲ با شمارهٔ ثبت ۹۲۰۸ به‌عنوان یکی از آثار ملی ایران به ثبت رسیده است.